# Phrynobatrachus calcaratus
Phrynobatrachus calcaratus és una espècie de granota que viu al Camerun, República Centreafricana, Costa d'Ivori, Guinea Equatorial, Ghana, Guinea, Libèria, Nigèria, Senegal i, possiblement també, a Benín, República Democràtica del Congo, Gàmbia, Guinea Bissau, Mali, Sierra Leone i Togo.
Està amenaçada d'extinció per la pèrdua del seu hàbitat natural.